# Stefan R. Bornstein

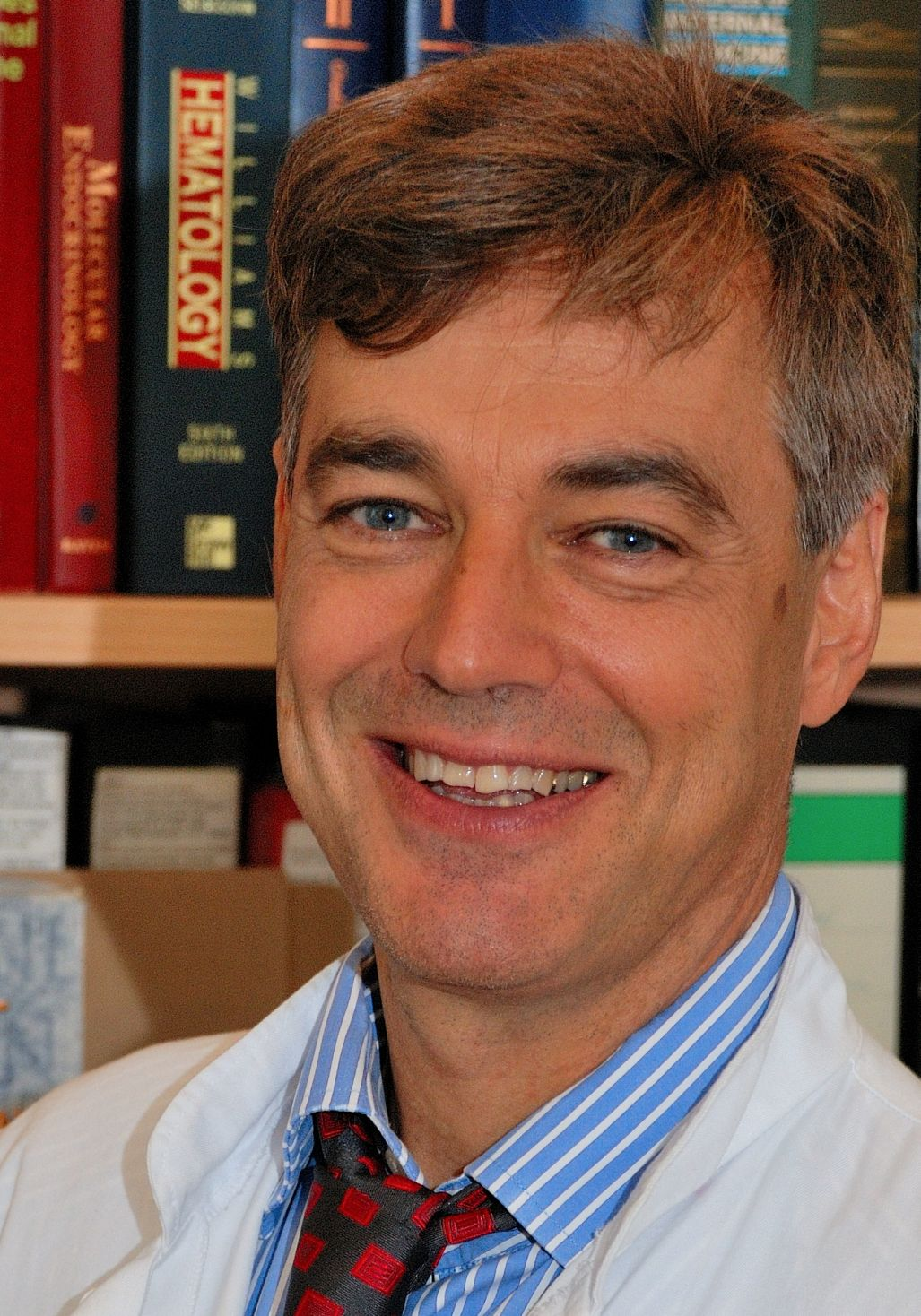
Stefan R. Bornstein

Stefan Richard Bornstein (* 5. November 1961 in Oberstdorf) ist ein deutscher Mediziner und Direktor des Zentrums für Innere Medizin sowie der Medizinischen Klinik und Poliklinik III am Universitätsklinikum Carl Gustav Carus Dresden sowie Prodekan für Internationales und Entwicklung der Medizinischen Fakultät der Technischen Universität Dresden sowie Mitglied des Aufsichtsrates des Universitätsklinikums Dresden. Er ist zudem Chair und Honorary Consultant für Diabetes und Endokrinologie sowie Transcampus Dekan am King’s College in London. Bekannt wurde Bornstein durch seine Pionierarbeiten zum Stress-System. So untersuchte er die Wechselwirkungen der beiden zentralen Stresshormone Adrenalin und Kortisol bei Gesunden und Kranken. Außerdem entwickelte Bornstein neue Therapien zur Behandlung der Zuckerkrankheit mit.

## Ausbildung
Stefan R. Bornstein absolvierte am Gertrud-von-le-Fort-Gymnasium in Oberstdorf das Abitur sowie anschließend von 1982 bis 1988 sein Medizinstudium an der Universität Ulm. Neben seinen deutschen Staatsexamina erhielt er außerdem die amerikanische Medical Licence, ECFMG, sowie die britische Approbation, GMC-UK. Seine Facharztausbildung absolvierte er bei Ernst-Friedrich Pfeiffer und Guido Adler an der Medizinischen Klinik der Universität Ulm. 1994 erfolgte die Facharztprüfung für Innere Medizin, 1996 die Prüfung zum Endokrinologen und Diabetologen. 1994 bis 1997 hatte er eine Assistenzprofessur in der Abteilung für Innere Medizin an der Universität Leipzig bei Werner Scherbaum inne, 1995 erfolgte die Habilitation. Von 1996 bis 1999 war er Heisenberg-Stipendiat der Deutschen Forschungsgemeinschaft sowie später Unit Chief bei George P. Chrousos an den National Institutes of Health.

## Beruflicher Werdegang
2001 bis 2004 wurde Bornstein als C3-Professor und stellvertretender Direktor des Departments für Endokrinologie und Stoffwechsel an die Universität Düsseldorf berufen. Von 2000 bis 2002 war er wissenschaftlicher Koordinator einer NIH-State-of-the-Science-Conference zum Thema Nebennierentumoren. 2004 wurde er zum C4-Professor und Direktor der Inneren Medizin nach Dresden berufen und wurde dort 2004 außerdem Mitglied der Max Planck Graduate School sowie Gründungs- und Vorstandsmitglied des Exzellenzclusters Zentrum für Regenerative Therapien Dresden (CRTD), 2008 Honorarprofessor an der University of Miami. 2009 gründete Stefan R. Bornstein gemeinsam mit Julio Licinio das German-Australian Institute of Translational Medicine (GAITM). Seit 2011 ist er Consultant der John Curtin Medical School in Canberra und Board Member der John Curtin Medical Research Foundation, seit 2012 Honorarprofessor an der University of Hong Kong. 2013 wurde er außerdem Professor, Lehrstuhlinhaber und Honorary Consultant am King’s College in London.
Stefan R. Bornstein veröffentlichte rund 500 Publikationen und Buchartikel. Er ist Mitglied des Fachkollegiums der Deutschen Forschungsgemeinschaft und seit 2009 Mitglied der Deutschen Akademie der Naturforscher Leopoldina, seit 2022 Mitglied der Academia Europaea.

## Forschung
Den wissenschaftlichen Focus legt Bornstein auf die Erforschung der Nebenniere als Stressorgan, die Stammzellforschung sowie die Fortentwicklung der Inselzelltransplantation als Therapie bei Diabeteserkrankungen. So ist Dresden zurzeit in Deutschland das einzige aktive Zentrum, das diese Therapie anbietet. Seit 2011 ist Bornstein Sprecher der Klinischen Forschergruppe KFO 252 der DFG sowie einer der Koordinatoren des Paul-Langerhans Instituts Dresden/Diabetes Gesundheitszentrum, seit 2012 außerdem wissenschaftlicher Sekretär des DFG Transregios 127.
Themenschwerpunkte von Bornstein sind:
- Endokrinologie und Innere Medizin (z. B.: Erforschung der Nebenniere, Stressforschung, Stammzellforschung)
- Diabetes, Stoffwechsel und Transplantationsmedizin (z. B.: Neue Strategien für eine verbesserte Diabetestherapie)
- Öffentliches Gesundheitswesen und Prävention (Diabetes-Präventionsprogramme)

## Patent
- MediROBO Gesundheitsinformationssystem, Deutsches Patentamt M394 06 931:8

## Ehrungen
- 1990: Förderpreis für wissenschaftlichen Nachwuchs des Verbands der Metallindustrie Baden-Württemberg e. V.
- 1994: Marius-Tausk-Preis der Deutschen Gesellschaft für Endokrinologie für die Arbeit: Human adrenal cells express TNFα-mRNA: Evidence for a paracrine control of adrenal function.
- 1995: „Einfach genial Preis“ des MDR für das MediROBO-Projekt
- 2010: Leopold-Caspar-Ehrenpreis des Bundesverbands Jüdischer Mediziner für hervorragende wissenschaftliche und ethische Kompetenz
- 2018: Bundesverdienstkreuz 1. Klasse[17]
- 2023: Freeman of the City London für seinen Einsatz für die Entwicklung des Transcampus[18]

## Werk
Bornstein hat über 30 Lehrbuchartikel in der Endokrinologie und Inneren Medizin (unter anderem: Schettler Greten, Thieme, Innere Medizin, Becker: Principles of Endocrinology and Metabolism etc.) veröffentlicht und ist Autor des 2006 erschienenen Buches Evolution, Stress and modern Medicine (progressmedia Verlag). Seine Arbeiten sind mehr als 12.000 Mal zitiert und er hat einen Hirschfaktor von 53.